# Hokuto Shimoda
Hokuto Shimoda (下田 北斗, Shimoda Hokuto) est un footballeur japonais né le 7 novembre 1991. Il évolue au poste de milieu offensif.

## Biographie
Le 11 juin 2016, il inscrit avec le Shonan Bellmare un doublé en première division japonaise, lors de la réception du Gamba Osaka.

## Palmarès
- Avec le  Kawasaki Frontale
  - Champion du Japon en 2018